# William Augustus Read
William Augustus Read (ur. 21 sierpnia 1895 w Rye, zm. 14 września 1976 w Purchase) – amerykański finansista i wojskowy, kontradmirał United States Naval Reserve, lotnik morski, uczestnik II wojny światowej.

## Życiorys
William A. Read ukończył Pomfret School w Pomfret w stanie Connecticut, w 1918 roku został absolwentem Harvard University. Podczas I wojny światowej służył jako szeregowiec na granicy meksykańskiej oraz w latach 1917–1918, jako pilot marynarki, w US Naval Reserve w stopniu Ensign (najniższy stopień oficerski, często tłumaczony jako odpowiednik chorążego lub podporucznika).
Od 1919 roku pracował jako finansista w Nowym Jorku, w 1921 roku zostając partnerem, a w roku następnym wiceprezesem w przedsiębiorstwie Dillon, Read & Co. W latach 1920–1940 był również wiceprezesem Hanover Bank and Trust Company. Powrócił do tego przedsiębiorstwa po zakończeniu II wojny światowej, jako wiceprezes w latach 1949–1951 oraz pierwszy wiceprezes Hanover Bank w latach 1955–1962.
W 1940 roku został powołany jako rezerwista do czynnej służby, początkowo w Bureau of Aeronautics, następnie w bazie marynarki w Pearl Harbor. W 1942 roku został członkiem sztabu admirała Marca Mitschera, dowodzącego zespołami lotniskowców floty w wojnie na Pacyfiku. W 1943 roku awansował do stopnia komandora (Captain), w 1945 komodora (Commodore). Przeszedł w stan spoczynku jako kontradmirał (Rear Admiral).
W późniejszych latach zamieszkał w Purchase w stanie Nowy Jork. Zmarł w 1976 roku. Jego syn, William Augustus Read Jr. (1918–2011) również służył w lotnictwie marynarki podczas wojny na Pacyfiku, został odznaczony między innymi Navy Cross, reprezentował kraj jako strzelec sportowy, współpracował z United States Naval Institute i działał w organizacjach weteranów.